# Hilarographa tetralina
Hilarographa tetralina es una especie de polilla de la familia Tortricidae.
Fue descrita científicamente por Meyrick en 1930.